# سوبارو
سوبارو (بالإنجليزية: Subaru، باليابانية: スバル) هي شركة يابانية متخصصة في صناعة السيارات، وتتبع لشركة فوجي للصناعات الثقيلة (Fuji Heavy Industries). يُشتق اسم "سوبارو" من اسم مجموعة نجمية تُعرف في اليابانية باسم "سوبارو"، وتُترجم إلى العربية بـالثريا.
تتميّز سوبارو باستخدام محركات "بوكسر" (Boxer Engine) في جميع سياراتها التي تتجاوز سعتها 1500 سي سي، بالإضافة إلى نظام الدفع الرباعي المستمر (AWD)، وهو النظام الذي بدأ استخدامه لأول مرة عام 1972، ثم أصبح أساسياً في معظم سيارات الشركة الصغيرة والمتوسطة منذ عام 1996.
كما تُوفّر سوبارو بعض طرازاتها بمحركات مزوّدة بشواحن توربينية، مثل طراز سوبارو إمبريزا WRX وغيرها من السيارات الرياضية.
حصلت سوبارو على جوائز عديدة من بينها جائزة "أكثر السيارات أماناً على الطرق" في الولايات المتحدة، وذلك لطرازات مثل "ليجاسي"، و"فورستر"، و"بي9 تريبيكا".
تتواجد سيارات سوبارو في الشرق الأوسط، ودول الخليج العربي، ومصر، وفلسطين، والأردن، حيث توفّر وكلاء رسميين منذ الثمانينيات وحتى اليوم، كما يوجد مختصون في صيانتها وبيع قطع غيارها في هذه الدول.

## تاريخ سوبارو
يعود تاريخ شركة سوبارو في الأصل إلى عام 1917 حيث بدأت الشركة بالقرب من طوكيو وكانت لإنشاء الطائرات الصغيرة واسمها تشيكوهي ناكاجيما وكان صاحبها شاب مزارع عمره 19 عاماً بمساعدة والده، وتم التوسع في الشركة وأصبح اسمها ناكاجيما إيركرافت كومباني عام 1932، وأصبحت مصدر أساسي لصنع الطائرات لليابان في الحرب العالمية الثانية، ثم أصبح اسمها عام 1946 فوجي سانغيو بعد الحرب العالمية الثانية وأنتجت لأول مرة فوجي رابيت وهي نوع من أنواع الدراجات البخارية (فيسبا) بقطع غيار الطائرات من الحرب العالمية الثانية.
وانتقلت الملكية لعائلة أخرى، وتم تغيير الاسم إلى فوجي جيدوشا كوغيو عام 1950 انقسمت الشركة إلى 12 شركه صغيرة. ثم أصبح الاسم عام 1953 فوجي هيفي إندستريز.
وهي الشركة المالكة لسوبارو حتى اليوم، وتم تصنيع أول سيارة ركوب بمحرك من صنع الشركة عام 1954 وكان محركها 1500 سى سى واسمها p1 وهو الاسم الذي تستخدمه سوبارو حتى اليوم في سيارتها الاختبارية، وفي عام 1971 بدأت السوبارو التحدي في إنتاج أول محرك ياباني ذو دفع رباعي يستخدم في سيارة ركوب وكانت سيارة باسم ليون (leone) وهي كوبيه وطورت سوبارو المحرك وتم استخدامه في سيارة واجون تحمل نفس الاسم ليون (leone)
وكان من أهم ما يميز السيارة في ذلك الوقت المحرك ذي الدفع الرباعي والأبواب الرياضية مثل تلك الموجودة في السيارات الكوبية، وفي عام 1989 طرحت السوبارو سيارة فخمة باسم الكل يعرفه الآن وهي ليغاسي (Legacy). وفي عام 1991 طرحت الإمبريزا ليكون أبرز طرازات الشركة حتى يومنا هذا، وفي عام 1997 طرحت إل فورستر.[بحاجة لمصدر]

## مميزات سوبارو

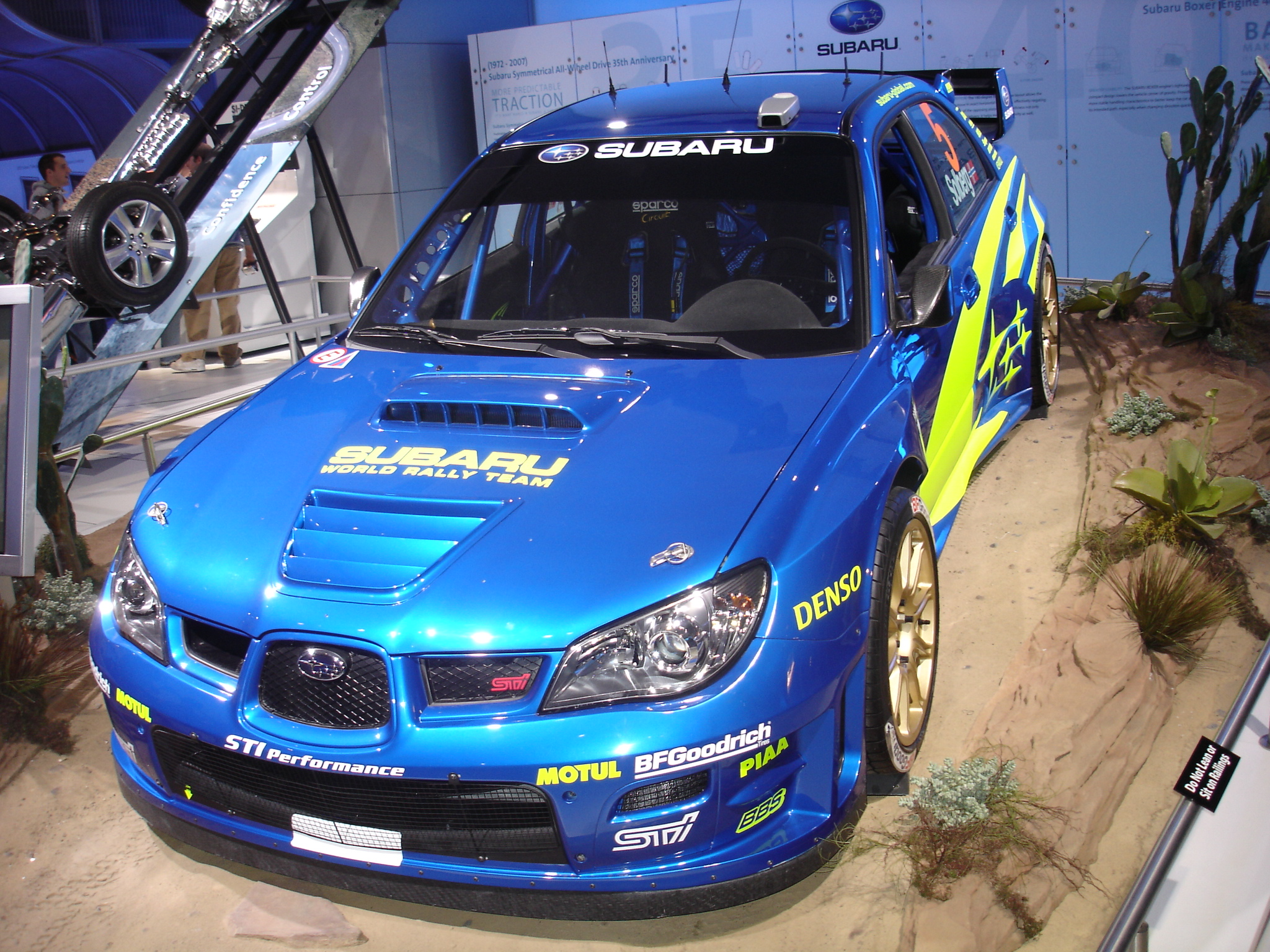
سيارة السباق سوبارو امبريزا

تتميز سيارات سوبارو بنظام الدفع الكلي ("Symmetrical All-Wheel Drive") ويطلق عليه مجازاً نظام الدفع الرباعي.
وهي سيارة لها عدة سعات منها 660 سي سي (2 سلندر) و 1500 سي سي و1600 سي سي و1800 سي سي و2000 سي سي و2500 سي سي و (6 سلندر) 3000 سي سي و3300 سي سي و3600 سي سي
ويوجد من سوبارو طراز إمبريزا WRX-STI المتخصصة في السباقات الدولية والذي يحرز مراكز متقدمة بفضل أدائه الرائع.

## طُرُز سوبارو حسب المناطق
تنتج شركة سوبارو اليابانية عددًا من الطرازات التي تختلف باختلاف السوق الإقليمي، وفيما يلي قائمة بالطرازات المتوفرة في أمريكا الشمالية، أوروبا، الشرق الأوسط، آسيا واليابان:

### الطرازات المتوفرة
- إمبريزا (Impreza)
- إكس في (XV / Crosstrek)
- ليجاسي (Legacy)
- أوتباك (Outback)
- فورستر (Forester)
- جاستي (Justy)
- إكسيجا (Exiga)
- تريبيكا (Tribeca)
- ديكس (Dex)
- ليونا (Leone)
- تندر (Tondo / Tendra)
- بي آر زد (BRZ)

### الملاحظات
- بعض الطرازات تختلف تسمياتها بين الأسواق، فمثلًا يُعرف طراز XV في أمريكا الشمالية باسم Crosstrek.
- طرازات مثل جاستي وديكس تُعتبر موجهة بشكل رئيسي للسوق الياباني وبعض أسواق آسيا.
- تريبيكا وإكسيجا توقفت إنتاجهما في بعض الأسواق لكنها ما زالت معروفة ضمن تاريخ الشركة.[3]